# 9988 Erictemplebell
9988 Erictemplebell là một tiểu hành tinh vành đai chính. Nó bay quanh Mặt Trời theo chu kỳ 4.94 năm.
Được phát hiện ngày 9 tháng 9 năm 1997 bởi Paul G. Comba, Tên chỉ định của nó là 1997 RX6. Nó sau đó được đổi tên là 9988 Erictemplebell in honour thuộc Eric Temple Bell, một giáo sư ở California Institute of Technology where he taught a class ngày algebra which the discoverer took.